# Еви Годзаридис
Еви Годзаридис (на гръцки: Εύη Γκοτζαρίδη, Еви Годзариди, на френски: Evi Gkotzaridis) е гръцо-френска историчка и историографка, ревизионистка, специалистка по история на Ирландия, Европа и Гърция.

## Биография
Родена е в 1969 година в македонския град Солун, Гърция. Завършва британска, американска и ирландска история в Университета Париж-III, Франция, където защитава докторска дисертация. Шест години преподава в Менутския университет, Ирландия. След това работи в Европейския университетски институт, Италия, и преподава европейска история в Университета Сабанджи в Истанбул, Турция.

## Творчество

### „Изпитания на историята на Ирландия“
В 2006 година Годзаридис публикува „Изпитания на историята на Ирландия. Генезис и еволюция на една преоценка“ (Trials of Irish History. Genesis and Evolution of a Reappraisal, Routledge, 2006, 2009). Книгата е първият синтез на ревизионистката история в Ирландия. Тя разглежда методологичните, теоретичните и политическите последици на ревизионизма и въвежда европейско измерение в дебата за неговите плюсове и минуси. Книгата е посрещната с одобрение в историческите среди. Матю Кели казва, че книгата е „подкрепена със забележителна историческа интелигентност“. Бил Кисън от Лондонското училище по икономика казва, че книгата „защитава ревизионистите“. Брайън Гървин от Глазгоуския университет пише, че това „стимулираща книга върху ирландския ревизионистки дебат“. Дейвид Фицпатрик от Тринити Колидж, Дъблин, я описва като „странна“, но „изключително жив, богат, интелигентен, широкообхватен и добре-подплатен принос към много оплювана, но голяма фаланга историци“. Мартин Пауъл я описва като „антинационалистическа“ като тон.

### „Животът и смъртта на един пацифист“
В 2016 година Годзаридис издава книгата „Животът и смъртта на един пацифист“ (A Pacifist's Life and Death), първата историческа биография на Григориос Ламбракис, спортист, лекар, политик и един от най-големите защитници на демокрацията и мира в Гърция, убит в Солун от крайно десен на 22 май 1963 година. Научните отзиви за книгата също са положителни. Историкът и журналист, специалист по Македонския въпрос, Тасос Костопулос пише: „Хората оформят историята, но и се оформят от нея. Тази проста истина е ни е донесена у дома отново от тази биография на Григориос Ламбракис... Като разказва за живота на левия гръцки депутат като постоянно взаимодействие с бурното развитие на времето, книгата се занимава изчерпателно с описанието на последния, като подчертава по-специално всички онези аспекти на следвоенната гръцка реалност, по-малко известни на международната читателска аудитория, но които се оказват решаваща за еволюцията и смъртта на обекта: силна полицейска държава, задушаващ контрол върху парламентарния живот, внимателно наблюдение на страната от бившите съюзници и систематичното подпомагане на фашистка дълбока държава с цел за потискане на вътрешния враг чрез незаконни методи“. Историкън Уилиам Малинсън пише: „Това не е книга за слабосърдечната, решена да не се задълбава група, тъй като тя се занимава с тема, която ентусиазираната крайнодясна част на гръцкия естаблишмънт би искала да бъде забравена. Пристрастието на авторката е видима и все пак тя успява да се откъсне достатъчно, за да предприеме широкообхватно изследване на средата, довела до жестокото убийство на Ламбракис. Това е книга, плод на старателно изследване, в положителен смисъл, с широка гама от привлечени източници, както подобава на сериозен историк. Това е смел опит за справяне с тема, която все още се смята за табу от голяма част от гръцкия естаблишмънт и да ни напомни за важността да бъдем бдителни, за да защитим проблемната демокрация, която все още съществува в Гърция“.